# Arataca
Arataca es un municipio brasileño del estado de Bahía.

## Geografía
Su población estimada en 2004 era de 9.999 habitantes.

## Administración
- Prefecto: Rozano Sá(2011/2012)
- Prefecto: Rozano Sá (enero de 2011/ diciembre de 2012)
- Presidente de la cámara: Mauricio Souza (2010/2012)